# قائمة زملاء الجمعية الملكية المنتخبين في 1966
هذه الصفحة تعرض قائمة زملاء الجمعية الملكية المُنتخبين لعام 1966.

## الزملاء
- John Samuel Forrest [الإنجليزية]‏
- Harry Harris (geneticist) [الإنجليزية]‏
- Michael Szwarc [الإنجليزية]‏
- Heinz Otto Schild [الإنجليزية]‏
- Georg Kreisel [الإنجليزية]‏
- Francis Charles Fraser [الإنجليزية]‏
- Alick Isaacs [الإنجليزية]‏
- John Sutton (geologist) [الإنجليزية]‏
- دونالد هيل بيركنز

## الأعضاء الأجانب
- هالدان هارتلاين
- جان براشيه